# Leptotarsus (Macromastix) rufibasis
Leptotarsus (Macromastix) rufibasis is een tweevleugelige uit de familie langpootmuggen (Tipulidae). De soort komt voor in het Australaziatisch gebied.